# Thiago Pereira
Thiago Machado Vilela Pereira (* 26. Januar 1986 in Volta Redonda) ist ein brasilianischer Schwimmer. Er lebt in Belo Horizonte.

## Leben
Das erste Mal auf sich aufmerksam machte Pereira, als er 2003 als Siebzehnjähriger die Silbermedaille über 200 Meter Lagen bei den Panamerikanischen Spielen in Santo Domingo, der Hauptstadt der Dominikanischen Republik gewann. Bereits ein Jahr darauf war er in der Weltspitze angekommen und konnte bei den Kurzbahnweltmeisterschaften 2004 in Indianapolis seinen bis heute größten Erfolg verbuchen. Ihm gelang der Sieg über 200 Meter Lagen. Darüber hinaus schaffte er es, im Einzel sowie mit der Staffel den Medaillensatz komplettieren.
Bei den Olympischen Sommerspielen 2004 in Athen gehörte er der brasilianischen Mannschaft an und schwamm über 200 Meter Lagen ins Finale, wo er schließlich den fünften Platz belegte. Pereiras bislang erfolgreichster Wettkampf waren die Panamerikanischen Spiele 2007 in seinem Heimatland in Rio de Janeiro. Er siegte in sechs von acht Wettbewerben, für die er gelistet war und erlangte in den beiden anderen die Silber- und die Bronzemedaille. Er wurde nicht nur zum erfolgreichsten Athleten der Spiele, sondern brach auch den jahrzehntealten Rekord von Mark Spitz, der 1967 bei den Panamerikanischen Spielen in Winnipeg fünfmal gewinnen konnte. Diesen herausragenden Leistungen Rechnung tragend, berief man Thiago Pereira auch für die Olympischen Sommerspiele 2008 in Peking in das brasilianische Aufgebot. Dort gelangte er abermals in das Finale über 200 Lagen und verbesserte sich im Hinblick auf Athen auf den vierten Rang. 2010 gewann er als erster Südamerikaner den Schwimm-Weltcup – in insgesamt 119 gewerteten Rennen erzielte er 19 Siege. Seinen herausragenden Erfolg von 2007 konnte Pereira bei den Panamerikanischen Spielen 2011 im mexikanischen Guadalajara mit abermals sechs Goldmedaillen wiederholen.
Er qualifizierte sich anschließend für die Olympischen Sommerspiele 2012 in London. Dort ließ er bereits am ersten Wettkampftag im Finale über 400 Meter Lagen den Titelverteidiger Michael Phelps hinter sich, egalisierte seinen Südamerikarekord und gewann hinter Ryan Lochte die Silbermedaille. Wenige Tage später erreichte er über die halbe Distanz, wie auch schon in Peking, den vierten Rang.

## Internationale Rekorde
Am 18. November 2007 stellte Pereira in Berlin mit 1:53,14 Minuten über 200 Meter Lagen einen neuen Kurzbahnweltrekord auf, indem er die vorherige, mehr als eineinhalb Jahre währende Bestmarke des US-Amerikaners Ryan Lochte um 17 Hundertstel unterbot. Nicht einmal einen Monat später verlor der den Rekord jedoch schon wieder an den Ungarn László Cseh.
| Südamerikarekorde (7)                                         | Südamerikarekorde (7) | Südamerikarekorde (7) | Südamerikarekorde (7) |
| ------------------------------------------------------------- | --------------------- | --------------------- | --------------------- |
| 200 m Freistil                                                | 01:46,57 min          | 31. Juli 2009         | Rom                   |
| 200 m Lagen                                                   | 01:55,55 min          | 30. Juli 2009         | Rom                   |
| 400 m Lagen                                                   | 04:08,86 min          | 30. Juli 2009         | Rom                   |
| 100 m Lagen (Kurzbahn)                                        | 00:52,35 min          | 11. September 2010    | Rio de Janeiro        |
| 200 m Lagen (Kurzbahn)                                        | 01:52,72 min          | 12. September 2010    | Rio de Janeiro        |
| 400 m Lagen (Kurzbahn)                                        | 04:00,63 min          | 17. November 2007     | Berlin                |
| 4 × 200 m Freistil (Kurzbahn) (mit Castro, Filho und Salatta) | 07:06,09 min          | 4. April 2006         | Shanghai              |
| (Stand: 2. August 2012)                                       |                       |                       |                       |